# Vetrocemento

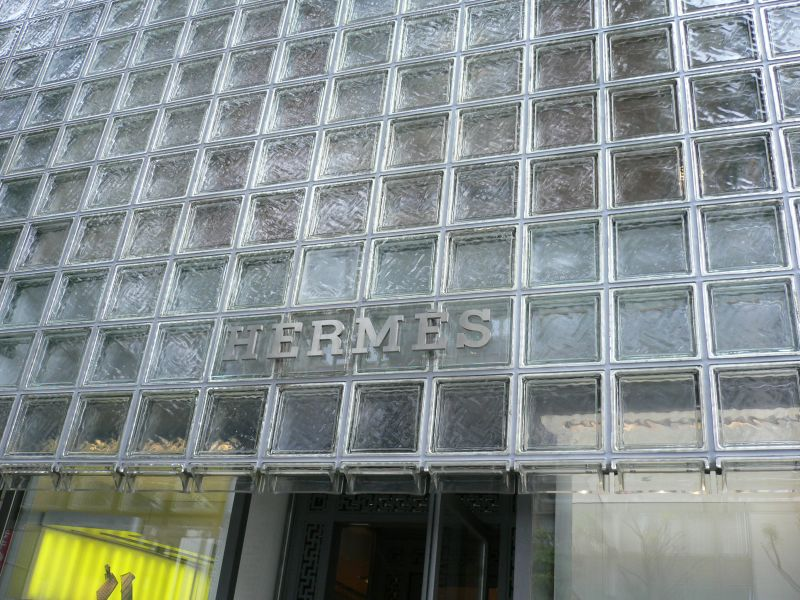
Facciata dell'Hermès Store di Renzo Piano, a Tokyo

Il vetrocemento è un materiale da costruzione, utilizzato per creare pareti o solai semi-trasparenti, tali da permettere il passaggio della luce, senza compromettere la privacy.

## Storia
Il vetrocemento nasce agli inizi del XX secolo, in stretta relazione con lo sviluppo industriale: data la sua robustezza, combinata alla trasparenza, veniva, infatti, spesso utilizzato per illuminare capannoni ed edifici industriali.

A lungo ritenuto un materiale "povero", è stato riscoperto recentemente per la sua versatilità, e utilizzato diffusamente anche da grandi nomi dell'architettura in edifici di rilievo.
I mattoni di vetro vengono realizzati in vetro spesso. La superficie del mattone di vetro può essere liscia, ondulata, trasparente, opaca, colorata.

## Applicazione

### Vetromattoni
I mattoni in vetrocemento possono fornire luce e fungere da aggiunta decorativa a una struttura architettonica, ma i blocchi non sono portanti se non diversamente indicato.
La William Lescaze House and Office (situata nella East 48th Street 211, New York), costruita nel 1934, è stata la prima casa a New York City a utilizzare blocchi di vetro come pareti.

### Lucernari e pavimentazioni
I blocchi in vetrocemento si prestano per la costruzione di solette piane utilizzati nelle pavimentazioni e nella realizzazione di lucernari, pensiline etc . Sono normalmente fabbricati come un unico pezzo unico o come un blocco di vetro cavo con pareti laterali più spesse rispetto ai blocchi standard. Questi blocchi sono normalmente fusi in una griglia di cemento armato o inseriti in un telaio metallico, consentendo a più unità di essere combinate per attraversare aperture in scantinati e tetti per creare lucernari.

## Struttura
Il vetrocemento si compone di vetromattoni legati tra di loro mediante giunti di cemento armato. I vetromattoni sono a loro volta composti da due formelle di vetro pressate tra di loro, che creano così una camera d'aria, impermeabile ed isolante. Il vetrocemento, inoltre, può essere colorato.

## Esempi di uso architettonico
- Crown Fountain in Chicago, Stati Uniti d`America.
- Maison de verre (casa di vetro) a Parigi, Francia
- Michigan State Capitol in Lansing (Michigan), Stati Uniti d`America.
- Hermes Store in Ginza, Tokyo, Giappone progetto di Renzo Piano
- Streamline Moderne
- Ibrox Stadium, Glasgow, Inghilterra.
- Österreichische Postsparkasse in Vienna, Austria progetto di Otto Wagner
- Raphael's Refuge, outside of Flatonia (Texas)

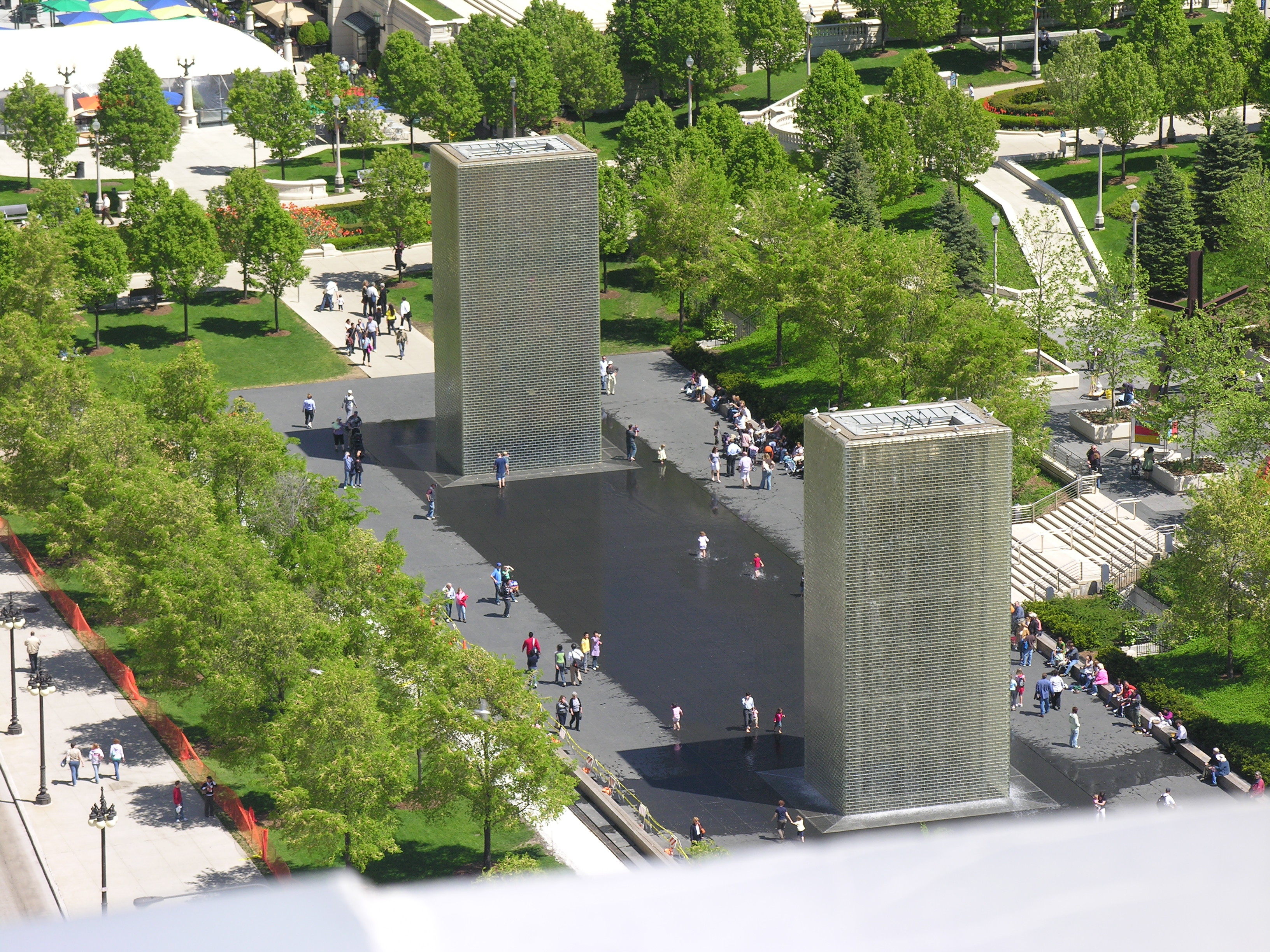
Crown Fountain
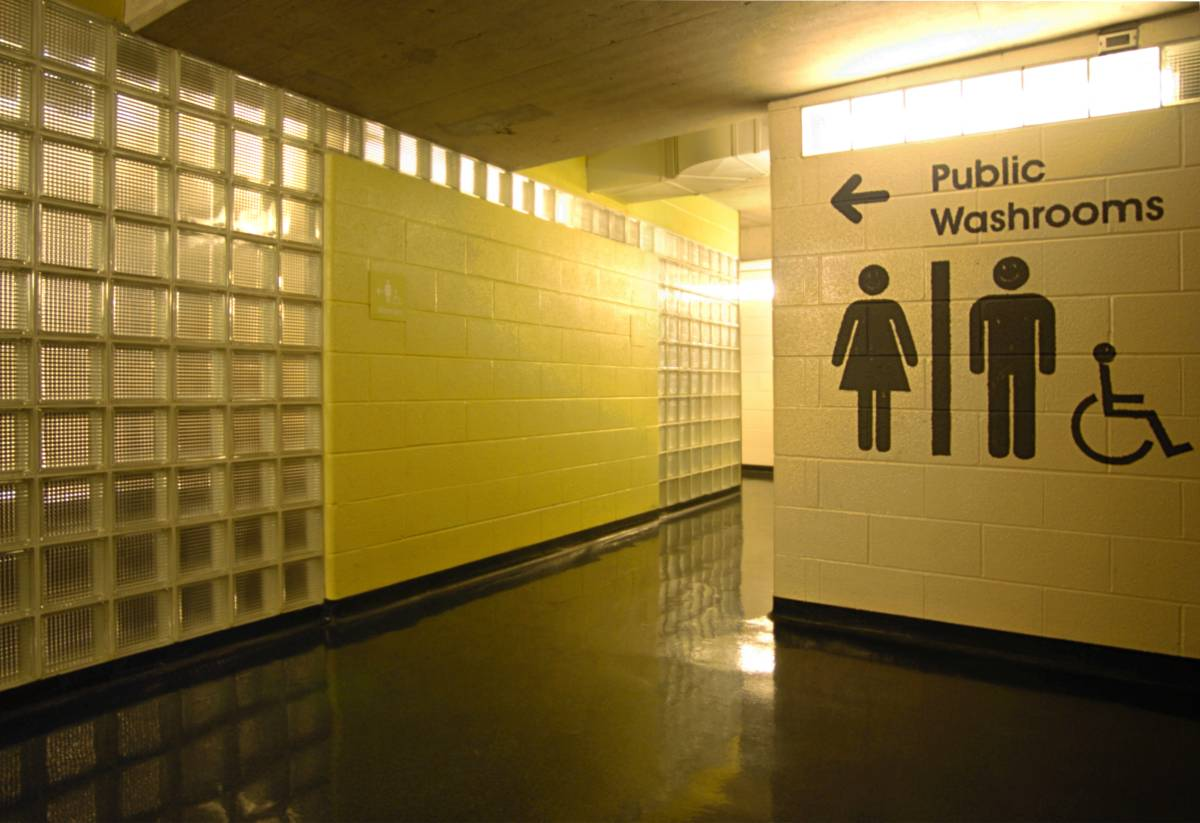
Mattoni in vetrocemento utilizzati per dividere il Bagno degli uomini da quello delle donne ma mantenere il passaggio della luce.
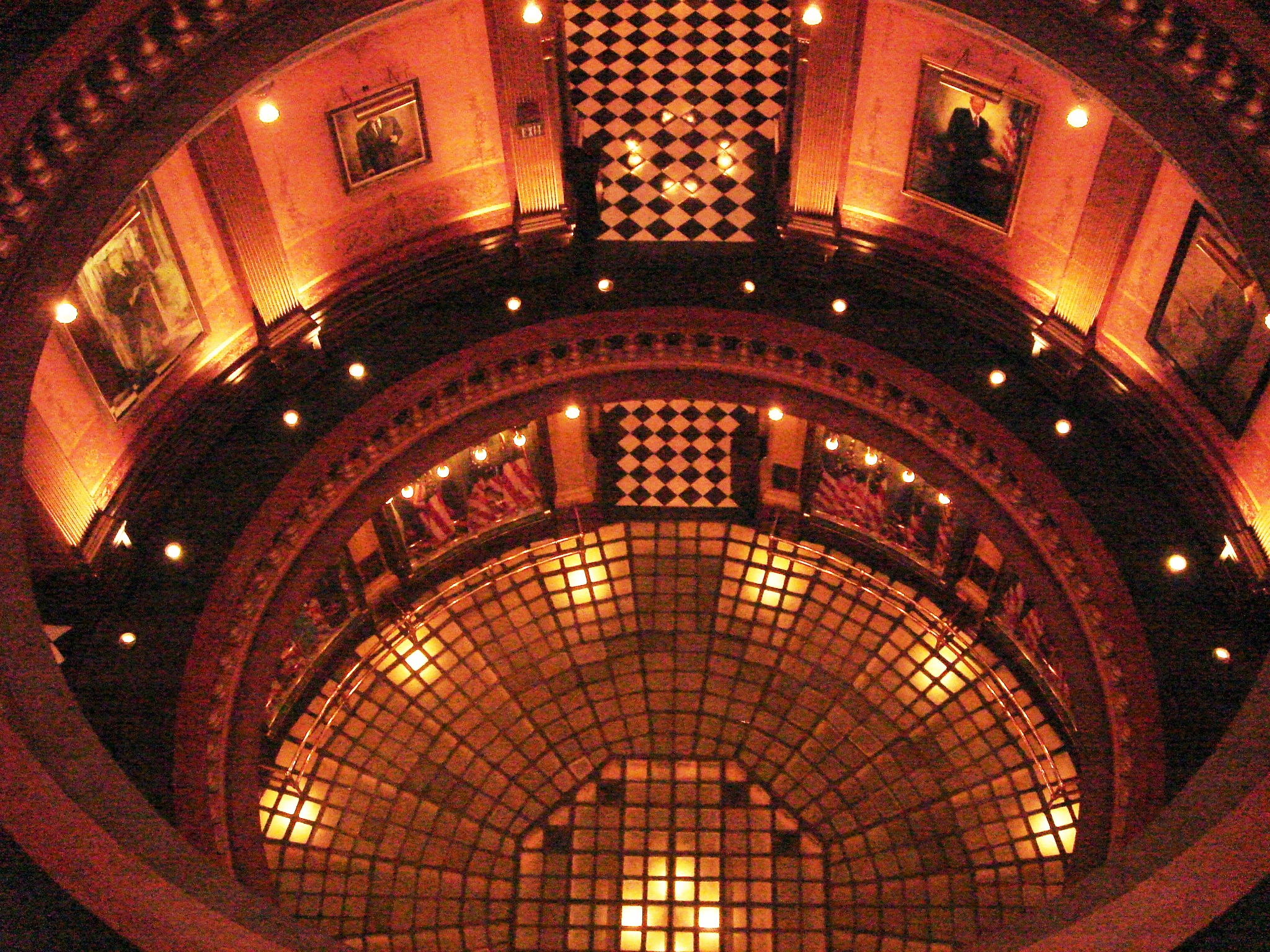
Pavimentazione in vetrocemento in the Michigan State Capitol
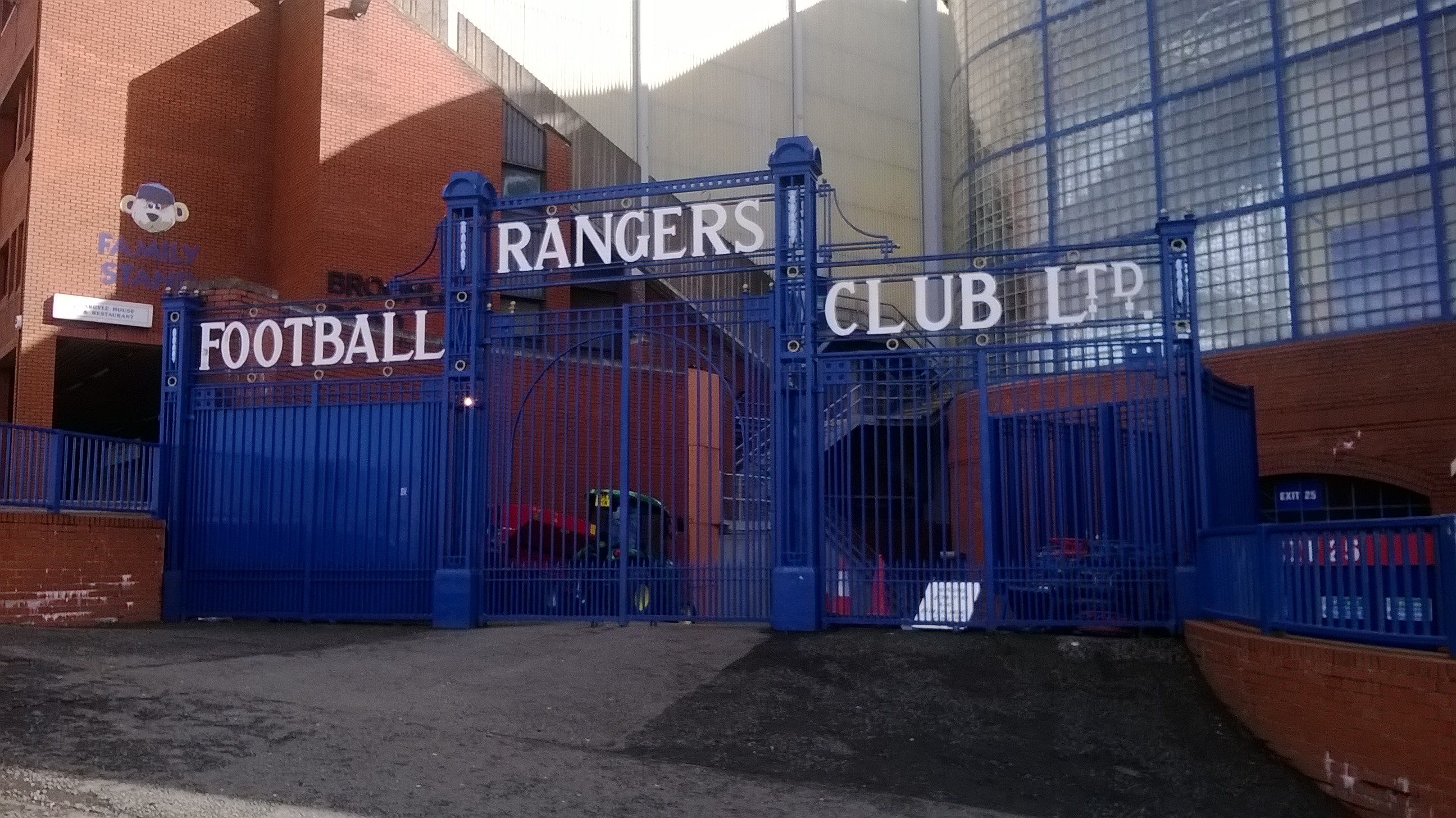
Scala in vetrocemento in Ibrox Stadium
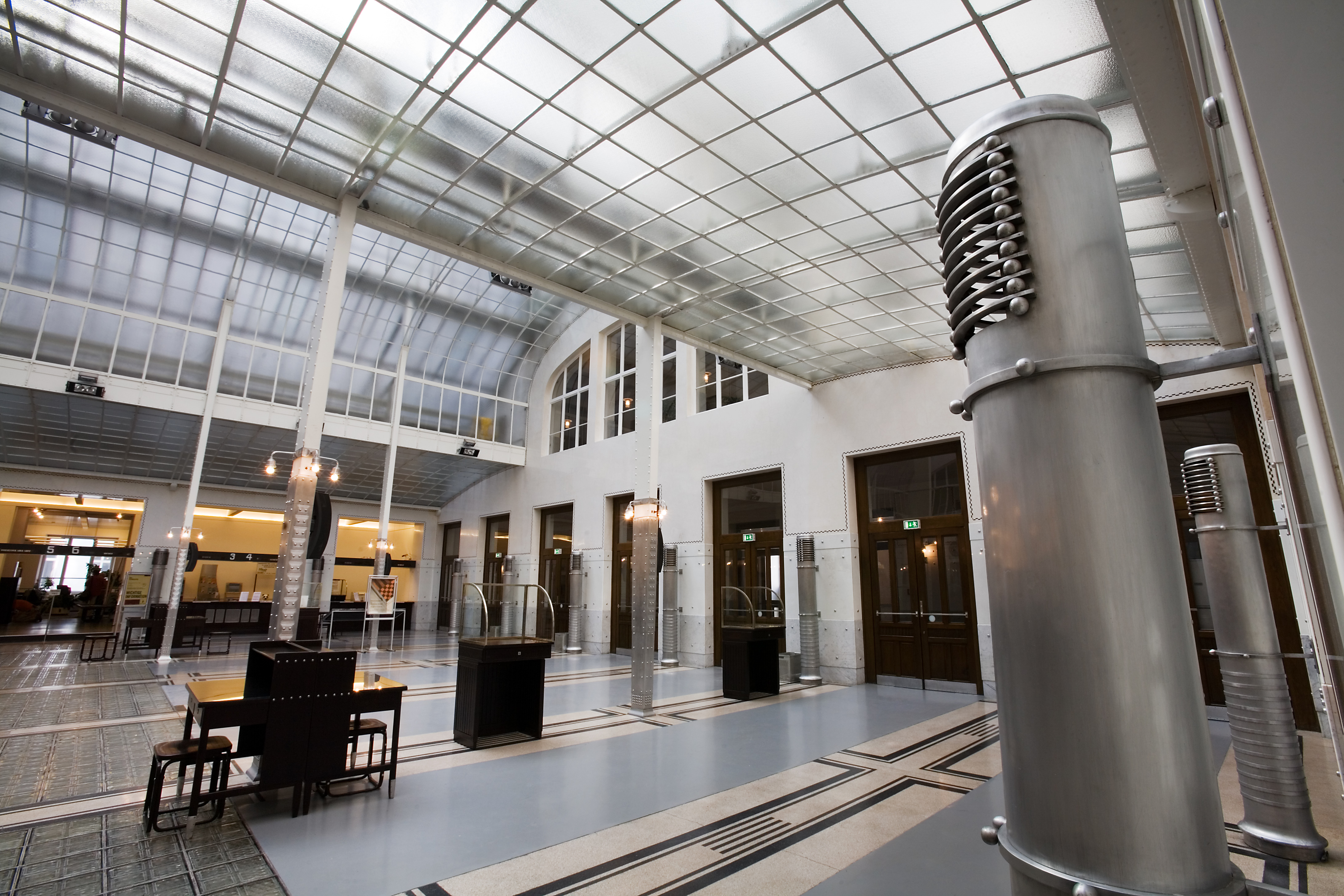
Vienna.
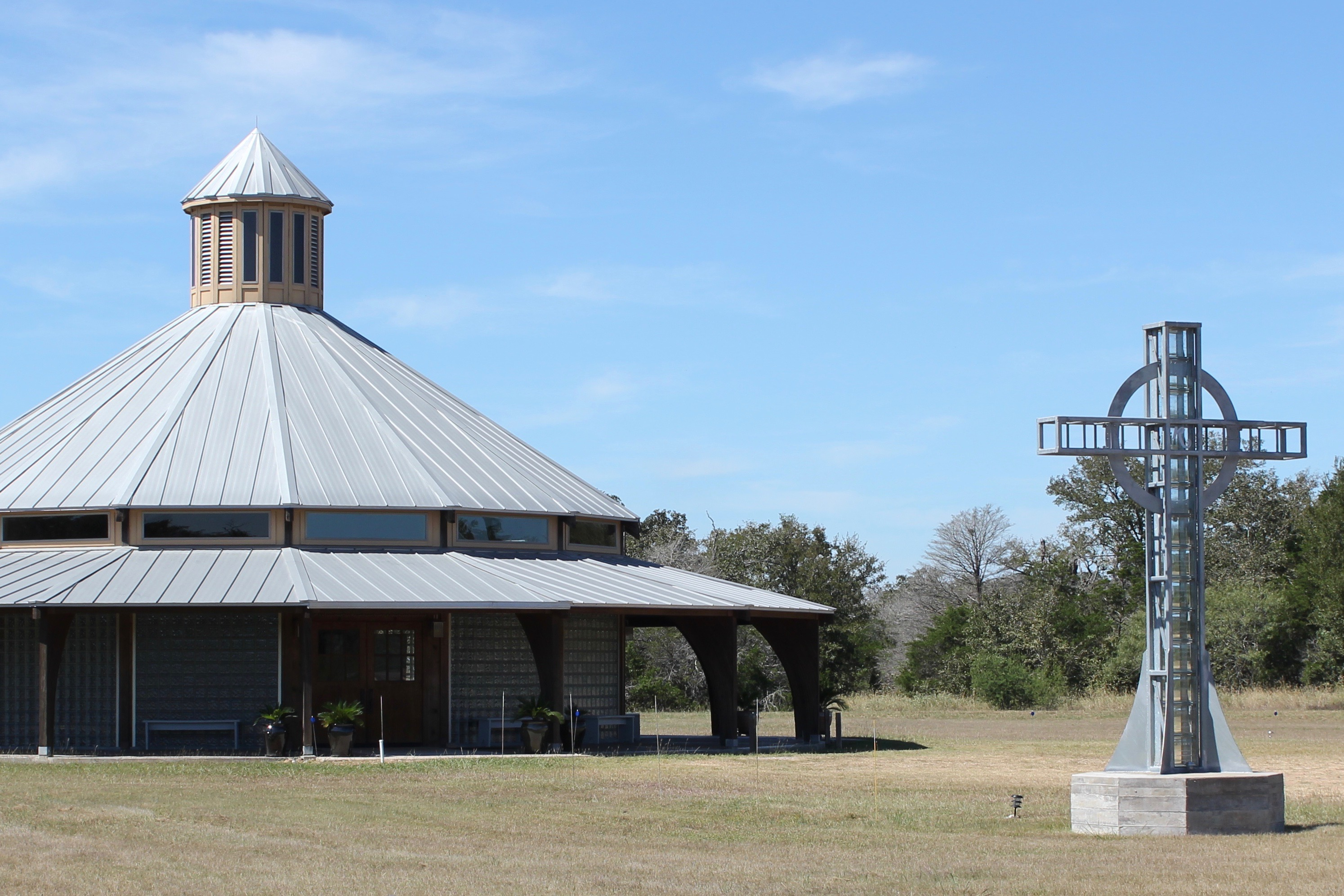
Flatonia (Texas)